# بنجامين بريدغز
بنجامين بريدغز هو سياسي أمريكي، ولد في 30 أغسطس 1940. نشط حزبياً في الحزب الجمهوري. وقد انتخب عضو مجلس نواب جورجيا ‏.